# Albertina Sisulu
Nontsikelelo Albertina Sisulu, född 21 oktober 1918 i Tsomo i Östra Kapprovinsen (i dåvarande Transkei), död 2 juni 2011 i Johannesburg, var en sydafrikansk antiapartheidaktivist och en av pionjärerna inom African National Congress, ANC. Tillsammans med sin man Walter Sisulu var hon en av de personer som spelade en framträdande roll i det tidiga ANC:s arbete mot apartheid.

## Bakgrund
Nontsikelelo Thethiwe föddes i Transkei, ett av två hemländer för svarta. Hon fick sin utbildning vid en missionsskola, och enligt gällande praxis fick hon där välja ett kristet namn. Hon valde Albertina. Efter avslutad grundskola vann hon ett fyraårigt stipendium, och fick på så sätt möjlighet att studera på en katolsk gymnasieskola.
Hon flyttade till Johannesburg 1940, där hon fått tjänst som sjuksköterskeelev vid de icke-europeiska avdelningarna på sjukhuset Johannesburg General. Sjukhuset blev ett av hennes första möten med rasism, där vita och svarta sjuksköterskor hölls segregerade och vita sjuksköterskeelever stod högre i rang än svarta erfarna sjuksystrar. Även om policyn inte var uttalad var det tydligt att sjukhusledningen prioriterade rassegregation framför svarta patienters vårdbehov. I början av 1950-talet blev Sisulu legitimerad barnmorska.
I Johannesburg träffade hon också 1941 aktivisten Walter Sisulu. Efter avlagd sjuksköterskeexamen gifte sig paret den 15 juli 1944. Best man var Nelson Mandela.

## Politisk aktivism
Det var genom sin make Walter Sisulu som Sisulu kom i kontakt med politisk aktivism och motståndet mot apartheid. Han var aktiv i African National Congress och Albertina Sisulu deltog ofta i hans möten som stöd. Själv hade hon ingen ambition att engagera sig. Så småningom tog Walter Sisulus politiska arbete allt större del av hans tid, och från 1947 ägnade han sig på heltid åt sin aktivism medan Sisulu försörjde familjen. Från 1949 var Walter Sisulu den första heltidsanställda generalsekreteraren för ANC.
Det var tack vare Lilian Ngoyi som Albertina Sisulu 1948 gick med i African National Congress Women's League. Ngoyi hade betonat vikten att göra något åt framtiden för Sisulus barn, vilket blev avgörande. Under 1950-talet fick Sisulu olika ledande befattningar inom ANC, men också i den nybildade Federation of South African Women.

### Rätten till utbildning
En av Sisulus hjärtefrågor var rätten till utbildning. Före 1953 års lag om undervisning i hemländerna hade 90 % av de svarta eleverna utbildats vid missionsskolor. Nu överfördes ansvaret till en särskild myndighet med ansvar för att svartas undervisning skulle hållas separerad från andra raser. Finansieringen förändrades också, så att den knöts direkt till de svartas skatteinbetalningar, vilket ledde till att svarta elevers undervisning fick betydligt mindre finansiering än vita elever. För en tid använde Sisulu sitt vardagsrum för att erbjuda kompletterande skolgång för svarta, innan det förbjöds i lag.

### Kvinnomarschen 1956
Sedan 1800-talets början hade olika former av inrikespass krävts för svarta som ville resa eller förflytta sig inom Sydafrika. Genom Native Laws Amendement Act 1952 blev det olagligt för svarta män och kvinnor att vistas i ett stadsområde i mer än 72 timmar om de inte hade särskild tillåtelse till det. De enda svarta kvinnor som lagligt kunde bo i städer var makar och ogifta dötttrar till de svarta män som hade permanent vistelsetillstånd i området.
Natives (Abolition of Passes and Coordination of Documents) Act innebar att alla svarta måste bära med sig en identitetshandling kallad referensboken (engelska: the reference book), där bärarens identitet, lagliga bostadsort, skattebetalningar och eventuella vistelsetillstånd i städerna skulle registreras. Lagen gällde alla svarta över 16 års ålder, vilket innebar att kvinnor nu för första gången i större om fattning skulle tvingas bära pass. Referensboken skulle förnyas var 30:e dag.
Sisulu var sedan tidigare engagerad i African National Congress Women's League, och 1954 ingick hon bland de kvinnor som bildade Federation of South African Women. Hon ledde en av federationens kampanjer mot raslagarnas effekter inom utbildningsområdet. När federationen börjar organisera en massdemonstration mot passlagarna är Sisulu tillsammans med bland andra Lilian Ngoyi, Helen Joseph, Rahima Moosa och Sophia Williams-De Bruyn bland de ledande personerna. Tillsammans med andra ansvarar hon för att deltagarna kan ta sig runt polisens avspärrningar som skulle hindra grupper av tio eller fler kvinnor från att resa till Pretoria. På dagen för demonstrationen, den 9 augusti 1956, var hon vid tvåtiden på morgonen på plats vid en järnvägsstation i Soweto för att dela ut biljetter till demonstranter som skulle resa till Pretoria.
Kvinnomarschen blev en av epokens största massdemonstrationer, där fler än 20 000 deltagare från hela landet marscherade till regeringsbyggnaderna Union Buildings i Pretoria för att överlämna sin petition.

### Husrannsakan, arrestering, fängelse
I samband med att Walter Sisulu greps, dömdes och arresterades på nytt genomförde polisen vid flera tillfällen husrannsakan mot familjen. När det 1963 blev känt för polisen att Walter Sisulu var medlem i ANC:s väpnade gren Umkhonto we Sizwe (ungefär Nationens spjut)  bröt han villkoren i sin frigivning mot borgen och gick under jorden. Nya husrannsakningar gjordes i familjens hem, och polisen grep Albertina och parets då 13-årige son Zwelakhe. Albertina Sisulu blev därmed den första kvinna som greps under de speciallagar som innebar att polisen kunde hålla henne i upp till 90 dagar utan att åtal väcktes. Under närmare två månaders tid hölls hon i isoleringscell och utsattes för desinformation och psykologisk påverkan.
Den 11 juli 1963 greps Walter Sisulu med ett antal andra aktivister på Liliesleaf Farm, och ställdes inför rätta i Rivoniarättegången. Albertina Sisulu var vid tillfället fängslad, men när hon släpptes belades hon snart med vistelseförbud, mötesförbud och andra frihetsbegränsningar. Efter en nio månader lång rättegång dömdes Walter till livstids fängelse och tillsammans med bland andra Nelson Mandela fördes han till fängelset Robben Island.
Albertina Sisulu fortsatte med sin politiska aktivism och fängslades på nytt 1981, 1983 och 1985. Vid ett av tillfällena var anklagelsen att hon sjungit några av ANC:s sånger på en begravning.

### Parlamentariskt arbete
Walter Sisulu släpptes från Robben Island i oktober 1989, efter drygt 26 års fängelse. Paret fortsatte att arbeta för Sydafrikas frihet. Albertina hade efterträtt Lilian Ngoyi som ordförande för Federation of South African Women redan 1981. När apartheidregimen tog bort förbudet för ANC att verka i Sydafrika 1990 arbetade hon för att återetablera partiets kvinnoförbund. Året efter valdes hon in i ANC nationella exekutivkommitté, samtidigt som Walter valdes till partiets vice ordförande.
Vid Sydafrikas första fria val 1994 valdes både Albertina och Walter Sisulu till parlamentsledamöter. Den 9 maj 1994, när de svors in som nyvalda ledamöter, hade Albertina Sisulu hedersuppdraget att nominera Nelson Mandela som Sydafrikas första demokratiskt valda president. Hon lämnade parlamentet 1999.